# Bronisław Borowski (szermierz)
Bronisław Borowski (ur. 31 marca 1935 w Wilnie, zm. 10 kwietnia 2020) – polski szermierz i trener szermierki, medalista mistrzostw Polski i letniej uniwersjady.

## Życiorys
Był zawodnikiem Kolejarza Łódź (1952–1954), AZS-AWF Warszawa (1954–1958) i AZS Łódź (1958–1962), jego trenerem był m.in. Kazimierz Laskowski. W 1956 zdobył brązowy medal mistrzostw Polski juniorów w szabli, w 1957 został wicemistrzem Polski drużynowo we florecie i szabli, w 1961 akademickim mistrzem Polski indywidualnie w szabli. Dwukrotnie sięgał po brązowy medal letniej uniwersjady. W 1959 zdobył brązowy medal drużynowo w szabli (z Eugeniuszem Kaźmierskim, Emilem Ochyrą i Ryszardem Parulskim), w 1961 brązowy medal drużynowo we florecie (z Ryszardem Parulskim, Zbigniewem Skrudlikiem i Witoldem Woydą).
W 1958 ukończył studia w Akademii Wychowania Fizycznego w Warszawie, gdzie obronił pracę magisterską Z badań nad ilością i rodzajem popełnianych błędów w sędziowaniu walk na szpady przy pomocy aparatu elektrycznego i planszy metalizowanej.
W latach 1958–1969 pracował jako trener w AZS Łódź, w latach 1969–1973 prowadził reprezentację Polski kobiet we florecie i doprowadził ją do brązowego medalu mistrzostw świata w 1971 – pierwszego medalu w historii startów tej drużyny na mistrzostwach świata. Następnie był trenerem Kolejarza Łódź (1973–1977). W latach 1984–1993 pracował w Duńskim Związku Szermierczym.
Był kierownikiem studium wf w Akademii Medycznej w Łodzi, uczył także w Państwowej Wyższej Szkole Filmowej, Telewizyjnej i Teatralnej im. Leona Schillera w Łodzi.